# 若松有次郎
若松有次郎（日语：／ Wakamatsu Yujiro，1897年2月11日—1977年3月23日）是一位日本陸軍獸醫，最高軍階為獸醫少將，曾任日本細菌戰部隊「100部隊」部隊長。
若松為香川縣池田仲三郎之子，但為官吏若松八郎收為養子，於1922年畢業於東京大學農學部獸醫學科，於1928年就讀東大傳染病研究所，於1934年擔任獸醫學校防疫學教官，1941年8月起擔任「100部隊」部隊長，1945年晉升為獸醫少將。戰後，若松擔任日本醫藥本廠廠長，於1977年3月23日病逝。

### 註腳
1. 1 2  Hiroshi（2002年）
2. 1 2  藤井志津枝（1997年），第151页